# One Tower
One Tower (hebr. מגדל One) – wieżowiec w osiedlu Park Cammeret we wschodniej części miasta Tel Awiw, w Izraelu.
We wrześniu 2002 zatwierdzono plan budowy osiedla Park Tzameret, w skład którego miało wejść 12 mieszkalnych drapaczy chmur. Kompleks mieszkalny był wzorowany na podobnych projektach realizowanych w Londynie i Paryżu. Budowa wieżowców rozpoczęła się w 2005.

## Dane techniczne
Budynek ma 29 kondygnacji i wysokość 102 metrów.
Wieżowiec wybudowano w stylu modernistycznym. Wzniesiono go z betonu. Elewacja jest wykonana w kolorze białym.
Wieżowiec jest wykorzystywany jako luksusowy budynek mieszkalny.